# Hande Yener

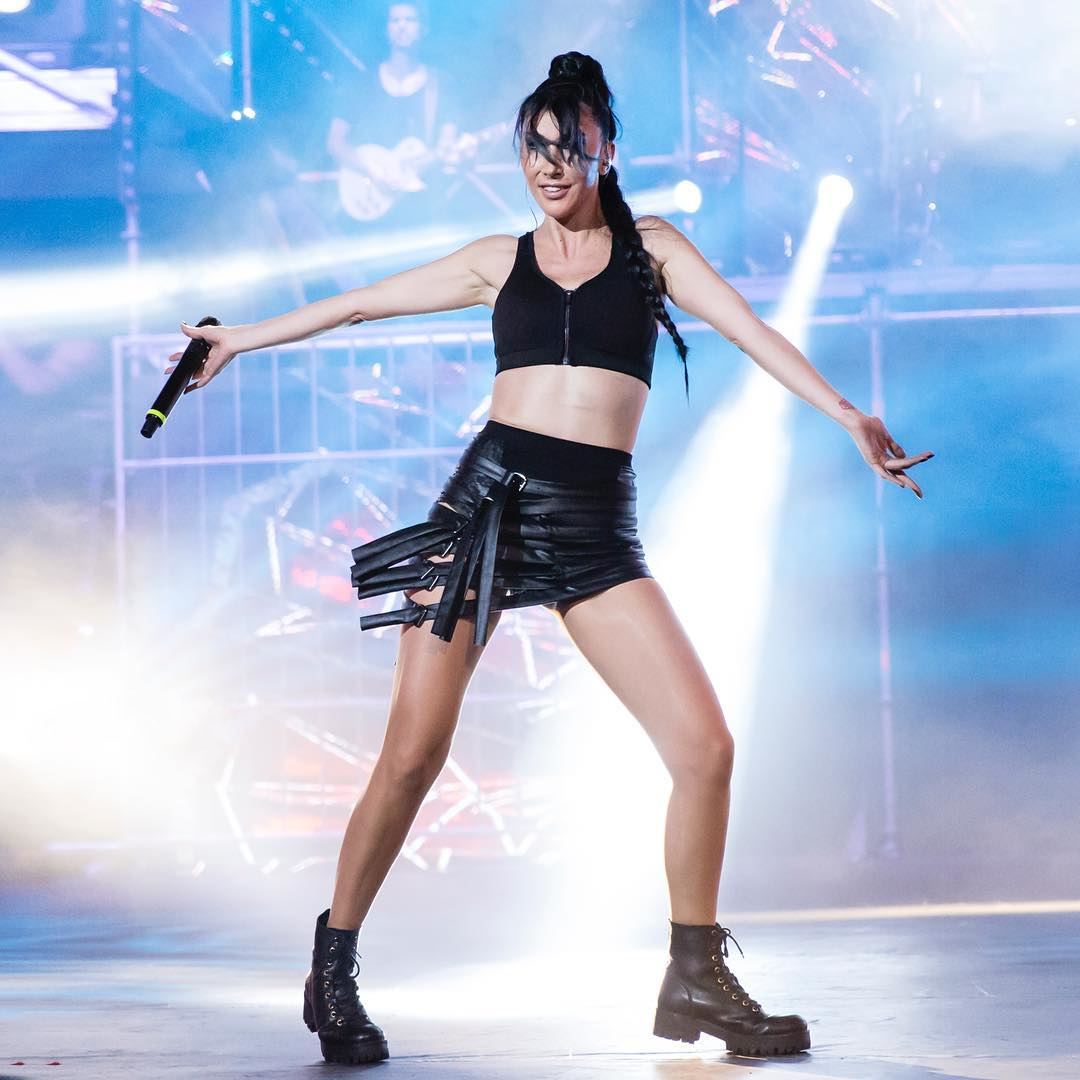
Hande Yener in 2016

Hande Yener (Istanboel, 12 januari 1973) is een Turkse popzangeres.
Yener begon met zingen toen ze negentien jaar was. In 2000 kwam haar debuutalbum Senden İbaret ('alles over jou') uit, waarvan in vijf dagen 150.000 exemplaren verkocht werden.

## Discografie

### Albums
- 2000: Senden İbaret
- 2001: Hande Yener Extra
- 2002: Sen Yoluna... Ben Yoluma...
- 2004: Aşk Kadın Ruhundan Anlamıyor
- 2006: Apayrı
- 2006: Hande Maxi
- 2007: Nasıl Delirdim?
- 2008: Hipnoz
- 2009: Hayrola?
- 2010: Hande'ye Neler Oluyor?
- 2010: Hande'yle Yaz Bitmez
- 2011: Teşekkürler
- 2012: Kraliçe
- 2014: Mükemmel
- 2016: Hepsi Hit (Vol. 1)
- 2017: Hepsi Hit (Vol. 2)
- 2020: Carpe Diem

### Singles en duetten
- 2001: Hande Yener Extra
- 2006: Hande Maxi
- 2007: Bir Yerde (met Kemal Dogulu)
- 2010: Bambaşka (met Kutsi)
- 2010: Handeyle Yaz Bitmez
- 2011: Atma (met Sinan Akçıl)
- 2012: Rüya (met Seksendört)
- 2012: Kaderimin Oyunu (Orhan Gencebay Project)
- 2013: Ya Ya Ya Ya
- 2013: Biri Var
- 2014: Haberi Var mı? (met Berksan)
- 2015: Sebastian
- 2015: Kiş Kişşş
- 2015: Iki Deli (met Serdar Ortaç)
- 2016: Sevdan Olmasa (met Erol Evgin)

- International Standard Name Identifier: 0000 0003 7267 7224
- Library of Congress Control Number: n2012059380
- MusicBrainz: ebef6120-fbb3-4537-84bc-27902d5760c1
- Virtual International Authority File: 262416147
- WorldCat: E39PBJxxgXJRmVGMYyrrh6xCcP